# Carnival Cruise Line
 (décembre 2010).
Pour les articles homonymes, voir CCL.
Carnival Cruise Line (CCL) est une compagnie maritime américaine internationale spécialisée dans les croisières, fondée par Ted Arison. Elle est une filiale de la société Carnival Group.
Carnival Cruise Lines est l'une des marques de croisière les plus connues et les plus rentables d'Amérique du Nord,,; elle est aussi la plus rentable selon le site internet de la compagnie.
La compagnie transporte chaque année environ 3,7 millions de passagers à travers le monde[réf. nécessaire].

## Histoire
- 1972 - Carnival Cruise Line est fondée par Ted Arison.

- 1972 - Le premier navire de la compagnie s'échoue sur un banc de sable lors de son voyage inaugural, le TSS Mardi-gras.

- 1974 - Ted Arison achète la société qui l'employait (AITS) pour 1 $ symbolique (5 millions de dollars de dettes)

- 1975 – Carnival achète le Empress of Britain qui devient le TSS Carnivale.

- 1978 – Le navire Festivale, anciennement le S.A. Vaal, après 30 millions de dollars de travaux devient le plus grand et plus rapide navire de croisière naviguant entre Miami et les Caraïbes.

- 1982 – Ce sont les débuts du Tropicale, le premier navire résolument construit pour moderniser la croisière; Ce navire marque le boom de l’industrie de la construction de navires de croisières pesant aujourd’hui plusieurs milliards de dollars.

- 1984 – Carnival devient la première compagnie à oser communiquer sur la télévision aux États-Unis avec Kathie Lee Gifford, comme première vedette.

- 1985 – Lancement du navire Holiday, tonnage 46 052 tonneaux

- 1986 – Lancement du navire Jubilee, tonnage 47 262 tonneaux

- 1987 - Carnival Cruise Line met en vente vingt pour cent d'actions générant 400 millions de dollars. Cet afflux de capitaux a permis à l'entreprise de commencer son expansion par des acquisitions.

- 1987 – Lancement du navire Celebration, tonnage 47 262 tonneaux. Carnival devient la compagnie la plus populaire au monde avec plus de passagers transportés que toute autre compagnie.

- 1988 - Carnival Cruise Line réussit son lancement sur le marché des actions publiques et obtient 400 millions de dollars pour continuer son développement spectaculaire. Le nom de la société change et devient Carnival Corporation, le premier conglomérat mondial de croisières.
- 1989 - Carnival cruise line achète l'opérateur de croisière Holland America Line (maintenant appelé Holland america Tours), l'un des principaux voyagistes en Alaska et dans les Rocheuses canadiennes.

- 1990 – Le Carnival Fantasy, premier navire de la célèbre série du même nom est lancé. Il sera placé aux Bahamas pour des croisières de 4 jours au départ de Miami. 8 navires de la série Fantasy seront construits en 10 ans ce qui reste à ce jour le plus grand nombre de navires d’une même série.

- 1991 – Lancement du Carnival Ecstasy de 70 367 tonneaux.

- 1992 - Carnival cruise line achète une participation de 25 pour cent de Seabourn Cruise Line.
- 1993 - L'entreprise change de nom et devient Carnival Corporation.

- 1993 – Carnival Cruise Line lance son troisième navire de la série Fantasy, le Carnival Sensation.

- 1994 – Le Carnival Fascination est mis à l’eau.

- 1995 – Carnival Imagination entre en service.

- 1996 - Carnival cruise lines passe de 25 pour cent à 50 pour cent propriétaire de Seabourn Cruise Line.

- 1996 – Le Carnival Inspiration voir le jour. Suivi de près par la construction du premier navire de plus de 100 000 tonneaux. Le plus grand navire du monde, le Carnival Destiny avec ses 102 000 tonneaux de jauge brut est né.

- 1997 - Carnival acquiert 50 pour cent de Costa Croisières, leader européen de la compagnie de croisières et prend 100 pour cent la propriété de l'opérateur italien de croisière trois ans plus tard.

- 1998 – Le septième navire de la classe Fantasy voit le jour, le Carnival Elation sera le premier navire à être déployé sur la côte ouest des États-Unis.

- 1999 - Carnival acquiert une participation de 68 pour cent dans la Cunard Line, l'opérateur du célèbre Queen Elizabeth 2 (Carnival achète les 32 autres parts de Cunard en 1999 et, simultanément, prend le contrôle à 100 pour cent de Seabourn).

- 1999 – Le Carnival Triumph, le second navire de la classe Destiny est lancé.

- 2000 – Lancement du troisième navire de la série Destiny, , il sera baptisé Carnival Victory.

- 2001 – Carnival annonce une nouvelle série de navires nommée Spirit. De taille plus raisonnable avec 88 500 tonneaux, le Carnival Spirit sera positionné en Alaska fin 2001 puis sur Hawaii.

- 2002 – Le Carnival Pride, second navire de la classe Spirit est lancé, suivi par son frère le Carnival Legend baptisé fin 2002. C’est aussi la naissance de la troisième série de navires de Carnival qui est encore plus imposante et spectaculaire. D’une jauge de 110 000 tonneaux, le Carnival Conquest sera lancé en décembre 2002.

- 2003 - Une combinaison de Carnival Corporation et P & O Princess Cruises - composé de Princess Cruises, P & O Cruises, Ocean Village, AIDA, P & O Princess Cruises, le voyagiste et la Princess Tours - la création de la première compagnie de croisières mondiales est achevée.

- 2003 – Le Carnival Glory second navire de 110 000 tonneaux de la classe Conquest voit le jour.

- 2004 – Le Carnival Miracle, 4e navire de la classe Spirit est lancé ainsi que le 3e de la série Conquest, le Carnival Valor.

- 2005 –  Le Carnival Liberty entre en service le 20 juillet avec une série de croisières en Méditerranée.

- 2007 – Le 5e navire de la série Conquest est baptisé Carnival Freedom.

- 2008 – Évolution et agrandissement de la série Conquest avec le lancement du Carnival Splendor faisant 113 300 tonneaux de jauge brute.

- 2009 – Le Carnival Dream, le plus grand navire de la flotte avec ses 130 000 tonneaux est lancé le 21 septembre. Une nouvelle série de navires voit le jour.

- 2011 – Le second 130 000 tonneaux de la compagnie, le Carnival Magic est lancé en Europe le 1er mai  avant d’être affecté à des croisières de 7 jours aux Caraïbes à partir du 14 novembre 2011 au départ de Galveston, Texas.

- 2012 – Le 3e 130 000 tonneaux, le Carnival Breeze est lancé en juin 2012 au départ de Barcelone pour des croisières de 12 jours en Méditerranée avant de regagner cet hiver, Miami pour des croisières de 6 et 8 jours aux Caraïbes.
- 2023 - La compagnie commence un partenariat avec la franchise NBA du Miami Heat dont Micky Arison, le fils du fondateur de Carnival Cruise Line Ted Arison, est le propriétaire. À ce titre, le logo de la société apparaît sur les maillots.

## Flotte

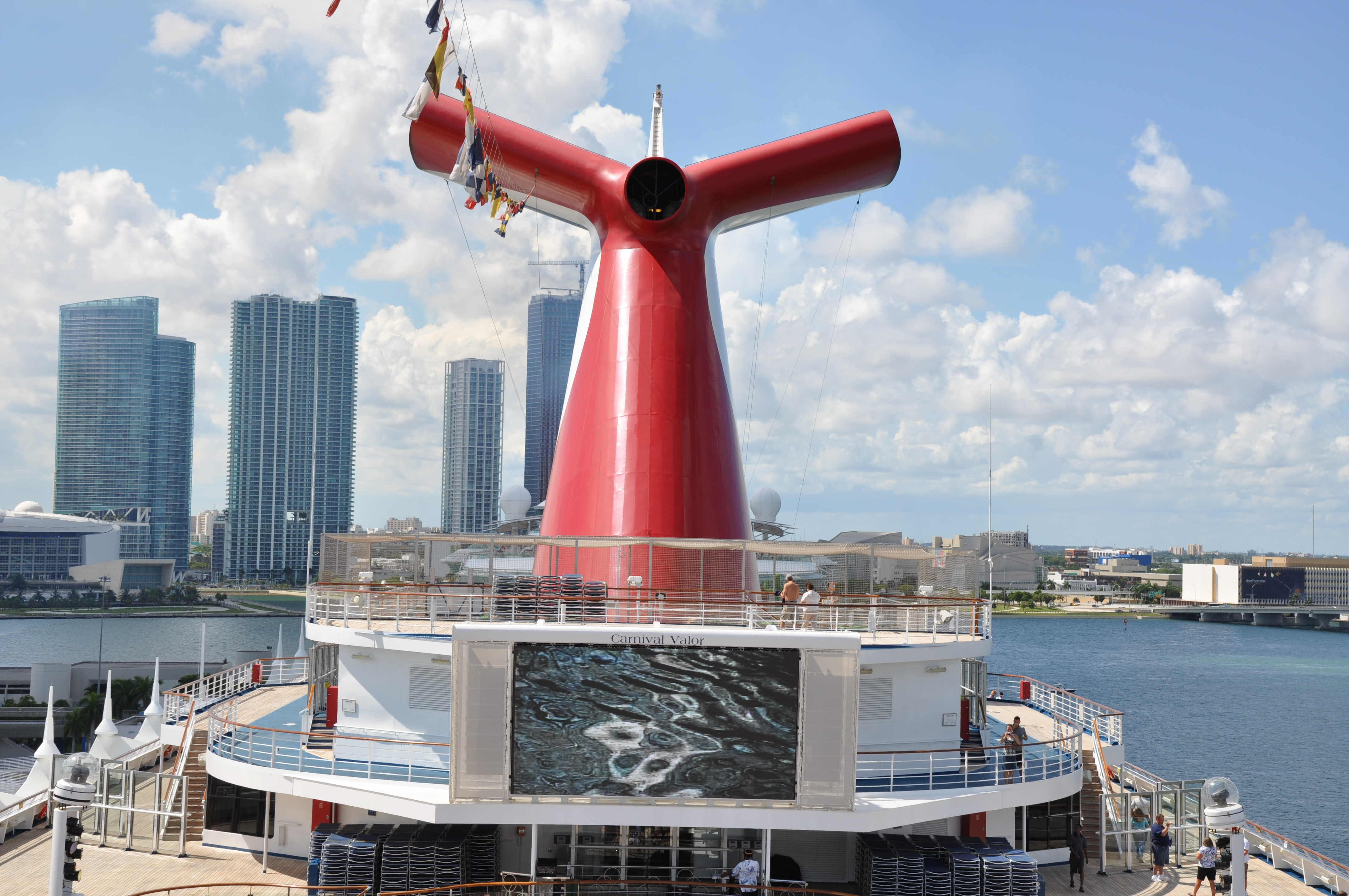
La cheminée du Carnival Valor
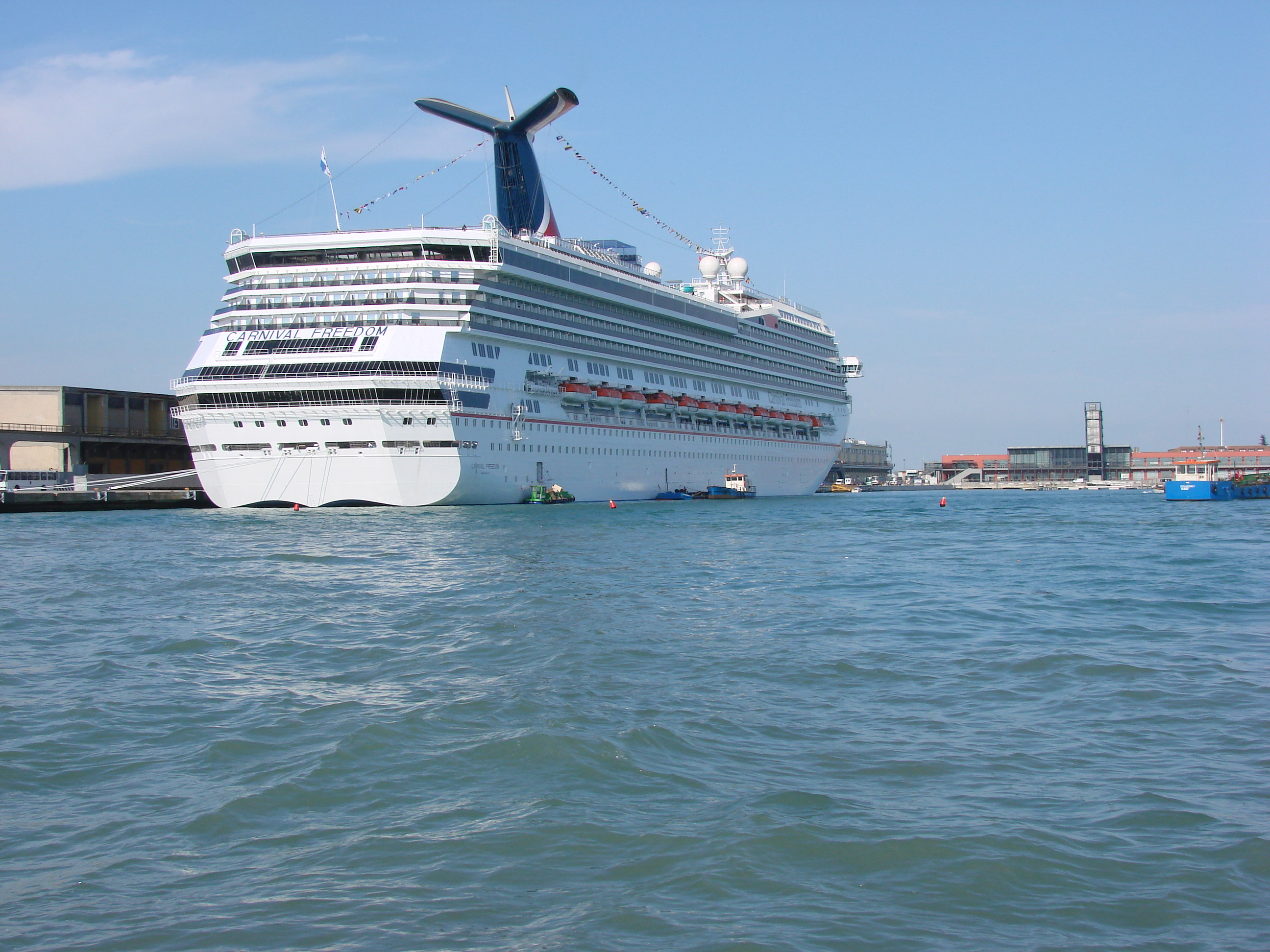
Carnival Freedom dans le port de Venise
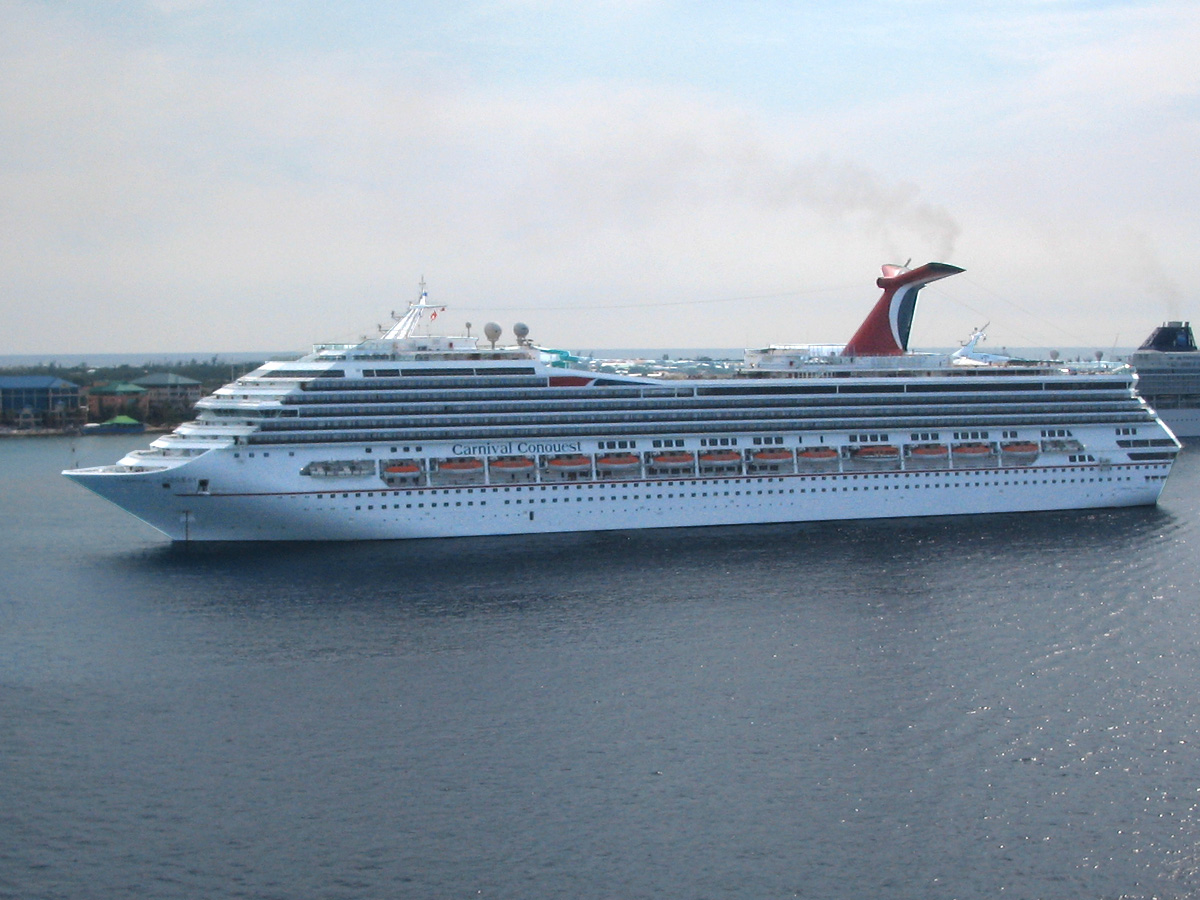
Carnival Conquest
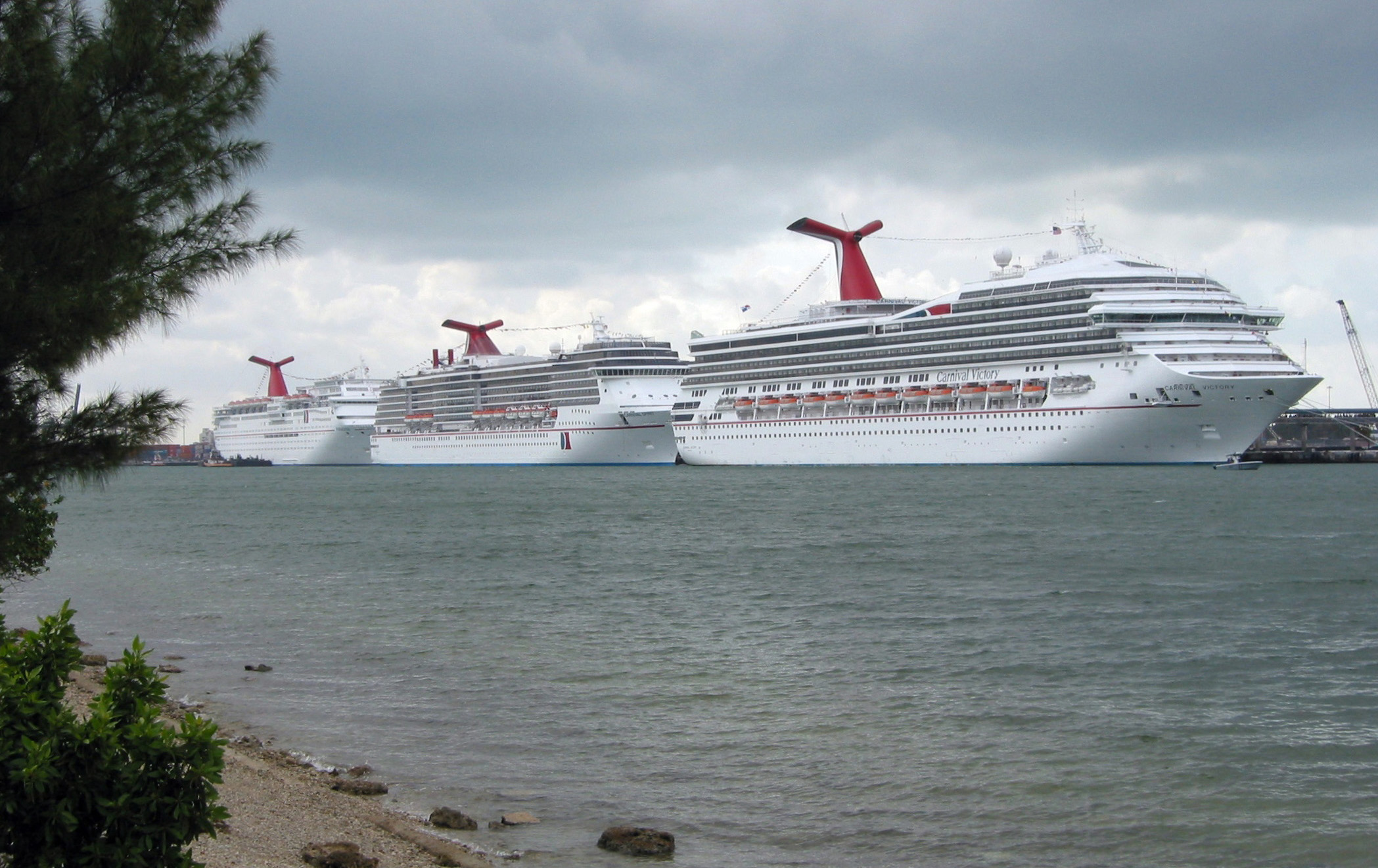
2004 en Miami

Cette société exploite 23 navires, un 24e étant en commande.

### Différentes classes

#### Classe Fantasy
| Nom               | Année de production | Année de mise en service | Tonnage | Pays d'enregistrement | Note                                  |
| ----------------- | ------------------- | ------------------------ | ------- | --------------------- | ------------------------------------- |
| Carnival Elation  | 1998                | 1998                     | 70 367  | Panama                | À l'origine Elation, renommé en 2007  |
| Carnival Paradise | 1998                | 1998                     | 70 367  | Panama                | À l'origine Paradise, renommé en 2007 |

#### Classe Destiny
| Nom                | Année de production | Année de mise en service | Tonnage | Pays d'enregistrement | Note |
| ------------------ | ------------------- | ------------------------ | ------- | --------------------- | ---- |
| Carnival Sunshine" | 1996                | 1996                     | 101 353 | Bahamas               |      |
| Carnival Triumph   | 1999                | 1999                     | 101 509 | Bahamas               |      |
| Carnival Victory   | 2000                | 2000                     | 101 509 | Panama                |      |

#### Classe Spirit
| Nom              | Année de production | Année de mise en service | Tonnage | Pays d'enregistrement | Note |
| ---------------- | ------------------- | ------------------------ | ------- | --------------------- | ---- |
| Carnival Spirit  | 2001                | 2001                     | 88 500  | Panama                |      |
| Carnival Pride   | 2001                | 2001                     | 88 500  | Panama                |      |
| Carnival Legend  | 2002                | 2002                     | 88 500  | Panama                |      |
| Carnival Miracle | 2004                | 2004                     | 88 500  | Panama                |      |

#### Classe Conquest
| Nom               | Année de production | Année de mise en service | Tonnage | Pays d'enregistrement | Note |
| ----------------- | ------------------- | ------------------------ | ------- | --------------------- | ---- |
| Carnival Conquest | 2002                | 2002                     | 110 000 | Panama                |      |
| Carnival Glory    | 2003                | 2003                     | 110 000 | Panama                |      |
| Carnival Valor    | 2004                | 2004                     | 110 000 | Panama                |      |
| Carnival Liberty  | 2005                | 2005                     | 110 000 | Panama                |      |
| Carnival Freedom  | 2007                | 2007                     | 110 000 | Panama                |      |

#### Classe Splendor
| Nom               | Année de production | Année de mise en service | Tonnage | Pays d'enregistrement | Note |
| ----------------- | ------------------- | ------------------------ | ------- | --------------------- | ---- |
| Carnival Splendor | 2008                | 2008                     | 113 300 | Panama                |      |

#### Classe Dream
| Nom             | Année de production | Année de mise en service | Tonnage | Pays d'enregistrement | Note |
| --------------- | ------------------- | ------------------------ | ------- | --------------------- | ---- |
| Carnival Dream  | 2009                | 2010                     | 130 000 | Panama                |      |
| Carnival Magic  | 2010                | 2011                     | 130 000 | Panama                |      |
| Carnival Breeze | 2012                | 2012                     | 130 000 | Panama                |      |

#### Classe Excellence
| Nom                  | Année de production | Année de mise en service | Tonnage | Pays d'enregistrement | Note |
| -------------------- | ------------------- | ------------------------ | ------- | --------------------- | ---- |
| Mardi Gras           | 2020                | 2020                     | 180 000 | Panama                |      |
| Carnival Celebration | 2022                | 2022                     | 180 000 | Panama                |      |
| Carnival Jubilee     | 2023                | 2023                     | 180 000 | Panama                |      |
| Carnival Festivale   | 2027                |                          | 180 000 |                       |      |
| TBA                  | 2028,               |                          | 180 000 |                       |      |

Classe Grand

### Anciennes unités

#### Autres navires
| Nom                  | Classe             | Année de production | Utilisation par Carnival | Tonnage | Pays d'enregistrement | Notes |
| -------------------- | ------------------ | ------------------- | ------------------------ | ------- | --------------------- | --- |
| Mardi gras           | Ancien ocean liner | 1961                | 1972-1993                | 42 348  | inconnu               | Aussi connu sous le nom de l'Empress of Canada, olympique, Star du Texas, Lucky Star, Apollo, et Apollon. Vendu à la ferraille en 2003.                   |
| Carnivale            | Ancien ocean liner | 1956                | 1975-1994                | 31 500  | Panama                | Aussi connu sous le nom de l'impératrice de la Grande-Bretagne, la Reine Anna Maria, Marina Fiesta, Olympique, et le Topaz. Vendu à la ferraille en 2008. |
| Festivale            | Ancien ocean liner | 1962                | 1977-1998                | 32 697  | Inconnu               | Aussi connu sous le nom de Château du Transvaal, SA Vaal, Island Breeze, et Big Red Boat III.                                                             |
| Tropicale            | Classe Tropicale   | 1982                | 1982-2001                | 36 674  | Liberia               | Aussi connu sous le nom de Costa Tropicale, et Pacifique Star. Actuellement en rénovation et sera connu sous le nom d'Ocean Dream en mai 2008.            |
| Carnival Fantasy     | Classe Fantasy     | 1989                | 1990-2020                | 70 367  | Panama                | À l'origine Fantasy, renommé en 2008 |
| Carnival Inspiration | Classe Fantasy     | 1996                | 1996-2020                | 70 367  | Bahamas               | À l'origine Inspiration, renommé en 2007 |
| Carnival Sensation   | Classe Fantasy     | 1993                | 1993-2022                | 70 367  | Bahamas               | À l'origine Sensation, renommé en 2008 |
| Carnival Fascination | Classe Fantasy     | 1994                | 1994-2020                | 70 367  | Bahamas               | À l'origine Fascination, renommé en 2008 |
| Carnival Imagination | Classe Fantasy     | 1995                | 1995-2020                | 70 367  | Bahamas               | À l'origine Imagination, renommé en 2007 |
| Carnival Ecstasy     | Classe Fantasy     | 1991                | 1991-2022                | 70 367  | Panama                | À l'origine Ecstasy, renommé en 2008 |

## Violations répétées des lois environnementales
En 2002, la Carnival Corporation a plaidé coupable devant le tribunal de grande instance des États-Unis à Miami pour falsification de documents concernant les eaux de cale contaminées par des hydrocarbures que six de ses navires avaient jetées à la mer de 1996 à 2001. La société Carnival Corporation a été condamnée à payer 18 millions de dollars d’amendes et de travaux d'intérêt général, cinq ans de probation et l'obligation de se soumettre à un programme mondial de conformité environnementale supervisé par les tribunaux pour chacun de ses navires de croisière.
Une amende de 40 millions de dollars a été infligée en 2016 à Princess Cruise Lines pour avoir déversé des déchets mazoutés dans les mers et menti pour le dissimuler. Selon les autorités fédérales, il s'agissait de la "plus grande sanction pénale jamais infligée" pour la pollution intentionnelle d'un navire. Les fonctionnaires ont déclaré que ces pratiques avaient commencé en 2005 et avaient persisté jusqu'en août 2013, lorsqu'un ingénieur récemment embauché avait révélé l'affaire. Dans le cadre de son accord de plaidoyer, les navires de la société mère Carnival Cruise lines, ont été soumis à un plan de conformité environnementale supervisé par un tribunal pendant cinq ans.
Pour violation des conditions de probation de 2016, Carnival et Princess Cruise Lines ont été condamnées à payer une amende supplémentaire de 20 millions de dollars en 2019. Les nouvelles violations incluaient le déversement de plastique dans les eaux des Bahamas, la falsification de dossiers et l'interférence avec la supervision du tribunal.

## Accidents et incidents
Le 10 février 2013, le Carnival Triumph, avec 3 143 passagers à bord, connait un incendie dans la salle des machines, laissant le navire dériver pendant quatre jours dans le Golfe du Mexique. L'incendie a endommagé définitivement les générateurs d'électricité, causant une panne générale à bord des installations, notamment les sanitaires qui ont fini par déborder sur les ponts intérieurs quand des remorqueurs ont provoqué le tangage du bateau. La presse américaine a fini par surnommer l'incident "The Poop Cruise". Le navire a finalement été remorqué jusqu'au port de Mobile en Alabama et s'est amarré le soir du 14 février,. L'enquête qui a suivi a révélé l'existence de documents internes à Carnival révélant de nombreux problèmes de maintenance des générateurs créant un "désastre sur le point d'arriver". En réponse, le service juridique de Carnival a répondu que le contrat de vente signé par les passagers ne "donne absolument aucune garantie pour un voyage sûr, un vaisseau capable d'aller en mer, de la nourriture adéquate et satisfaisant, et des conditions de vie et sanitaires acceptables". L'incident a fait l'objet d'un documentaire sur Netflix dans l'anthologie Chaos d'Anthologie en 2025.

## Entreprises partenaires
La compagnie Carnival Cruise Line sous-traite certains services à d'autres sociétés telles que :
- Steiner Leisure, pour les services de spa.
- Elite Golf Cruises, pour les cours de golf

## Différents ports

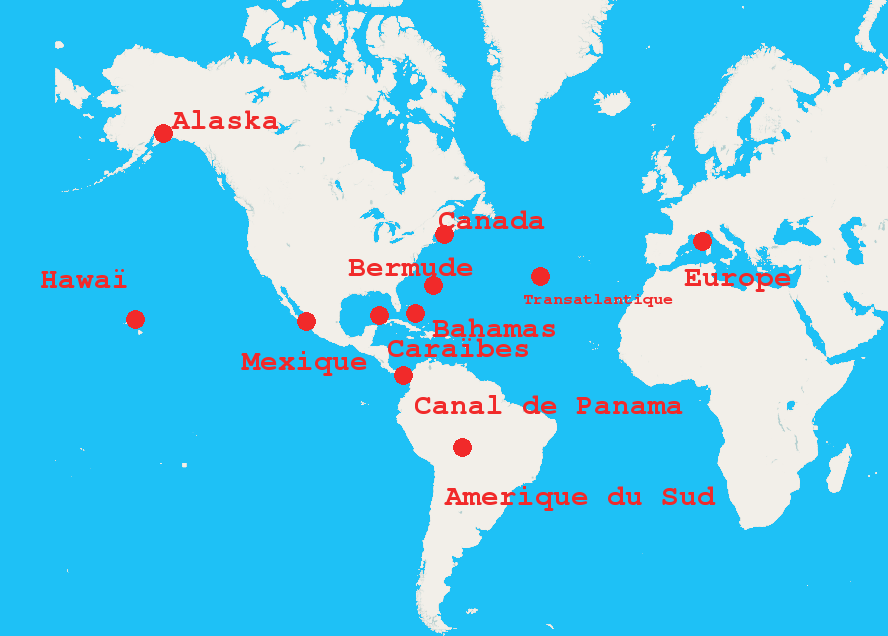
Les différents lieux de présence des Carnival

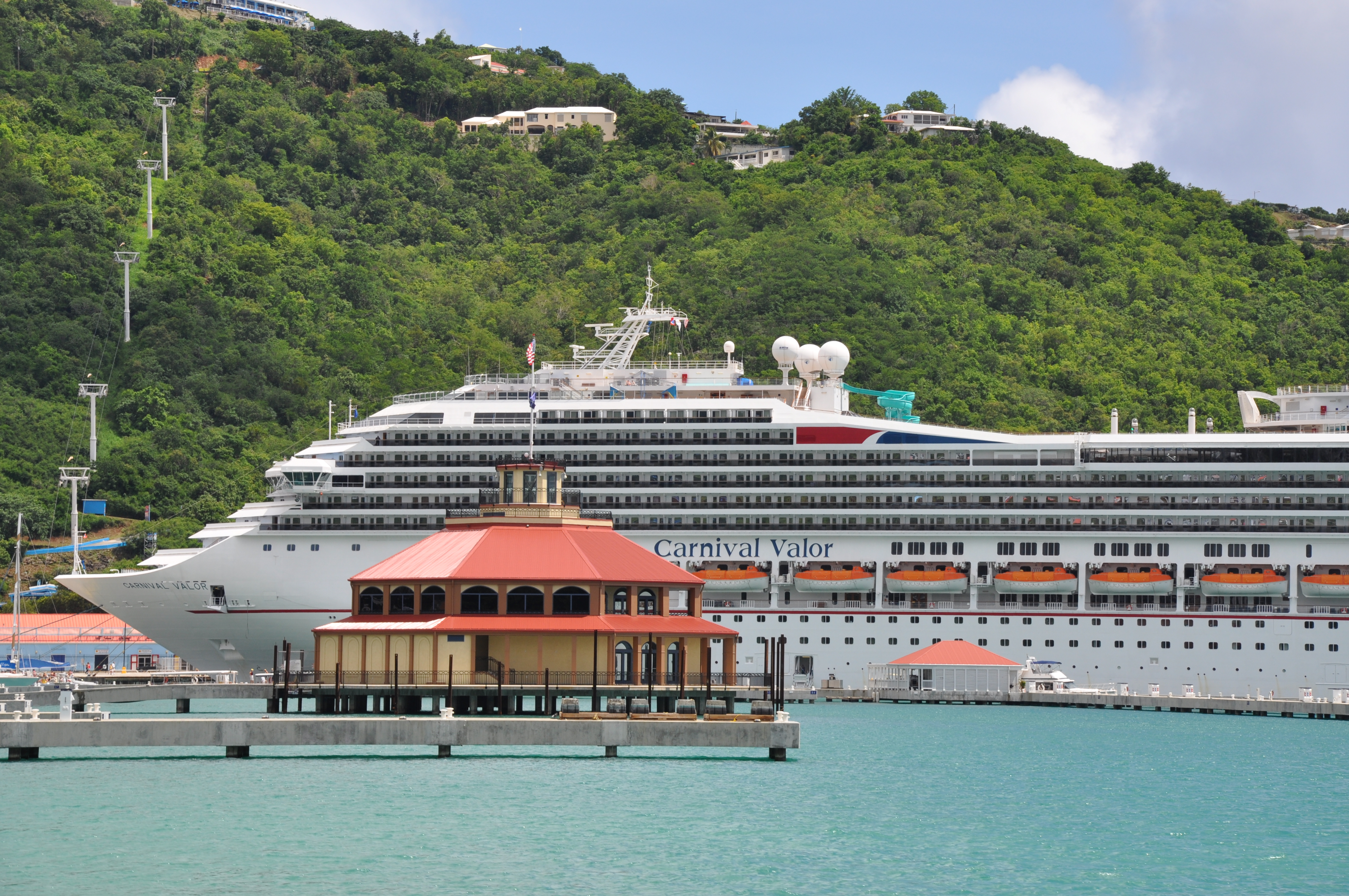
Le Carnival Valor dans le port de Saint Thomas

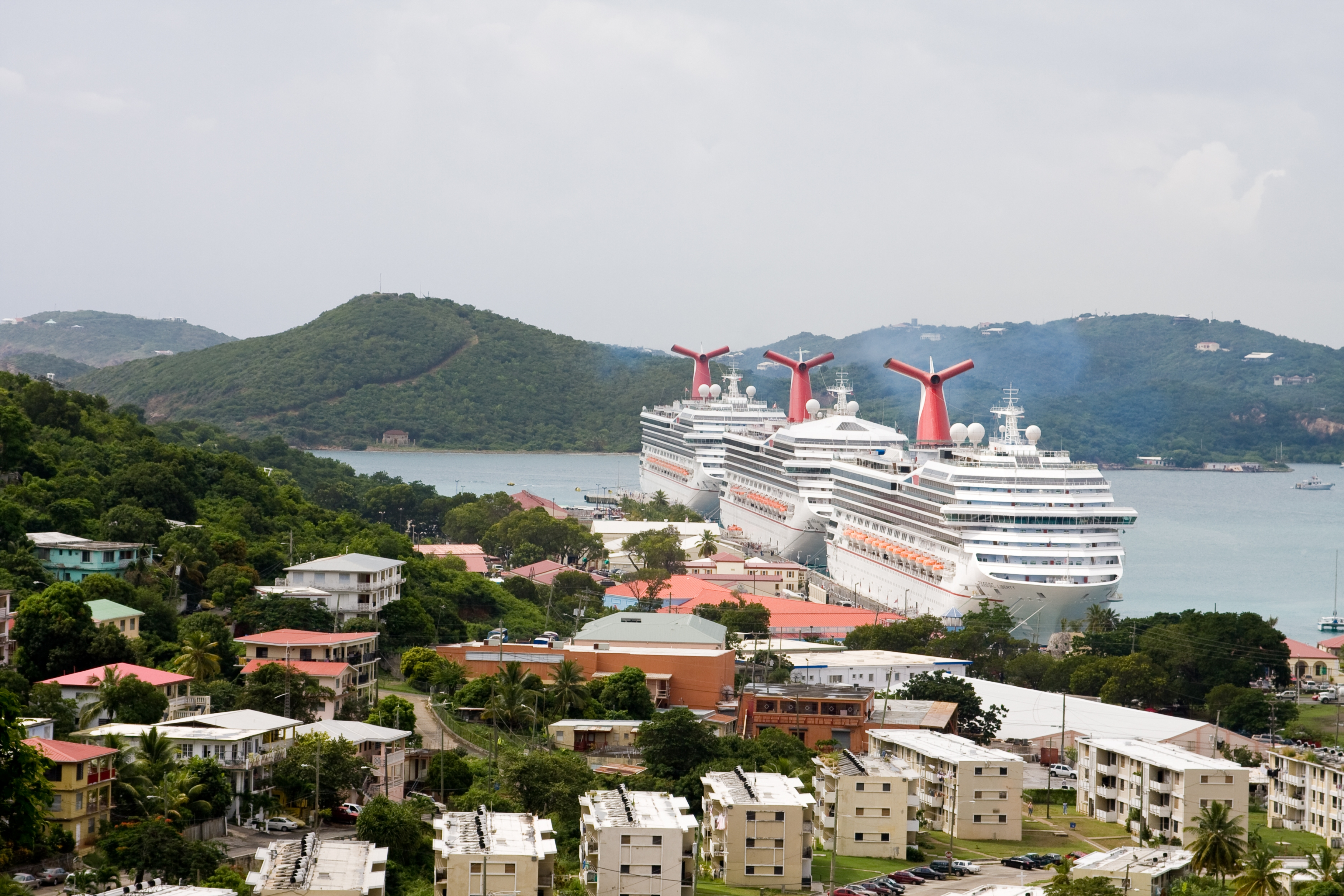
Trois navires de Carnival dans le port de Saint Thomas

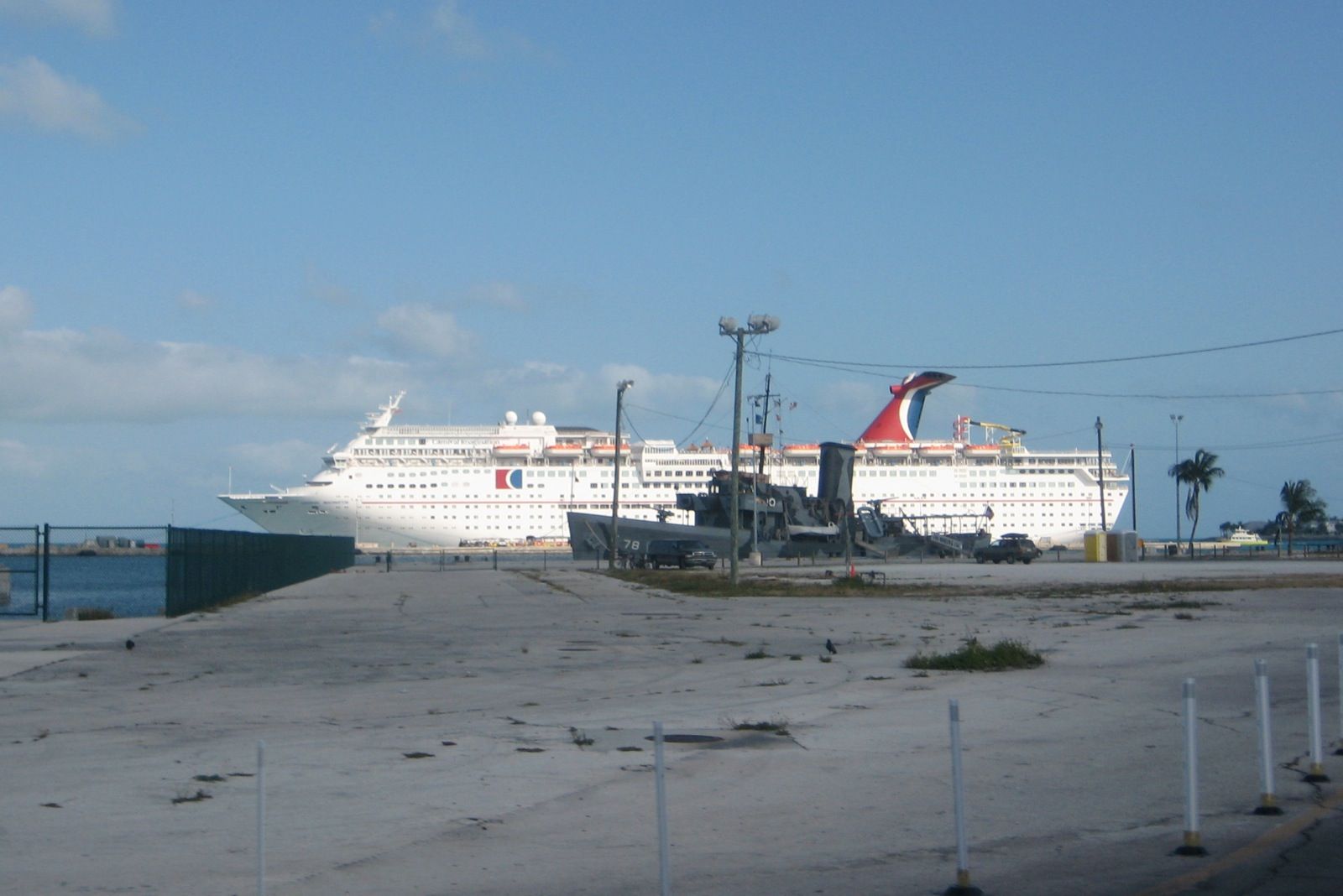
Le carnival imagination à Key west

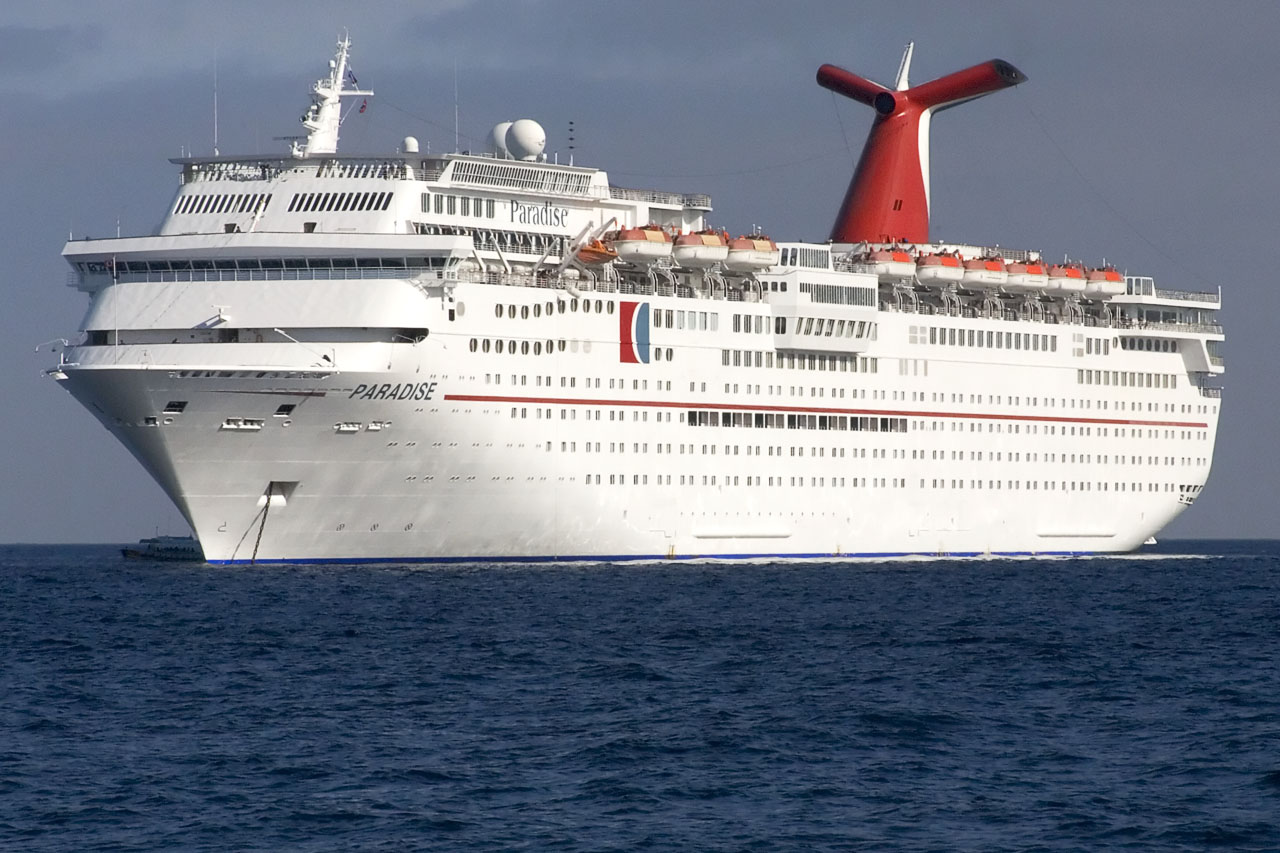
Le Carnival Paradise à Catalina Island

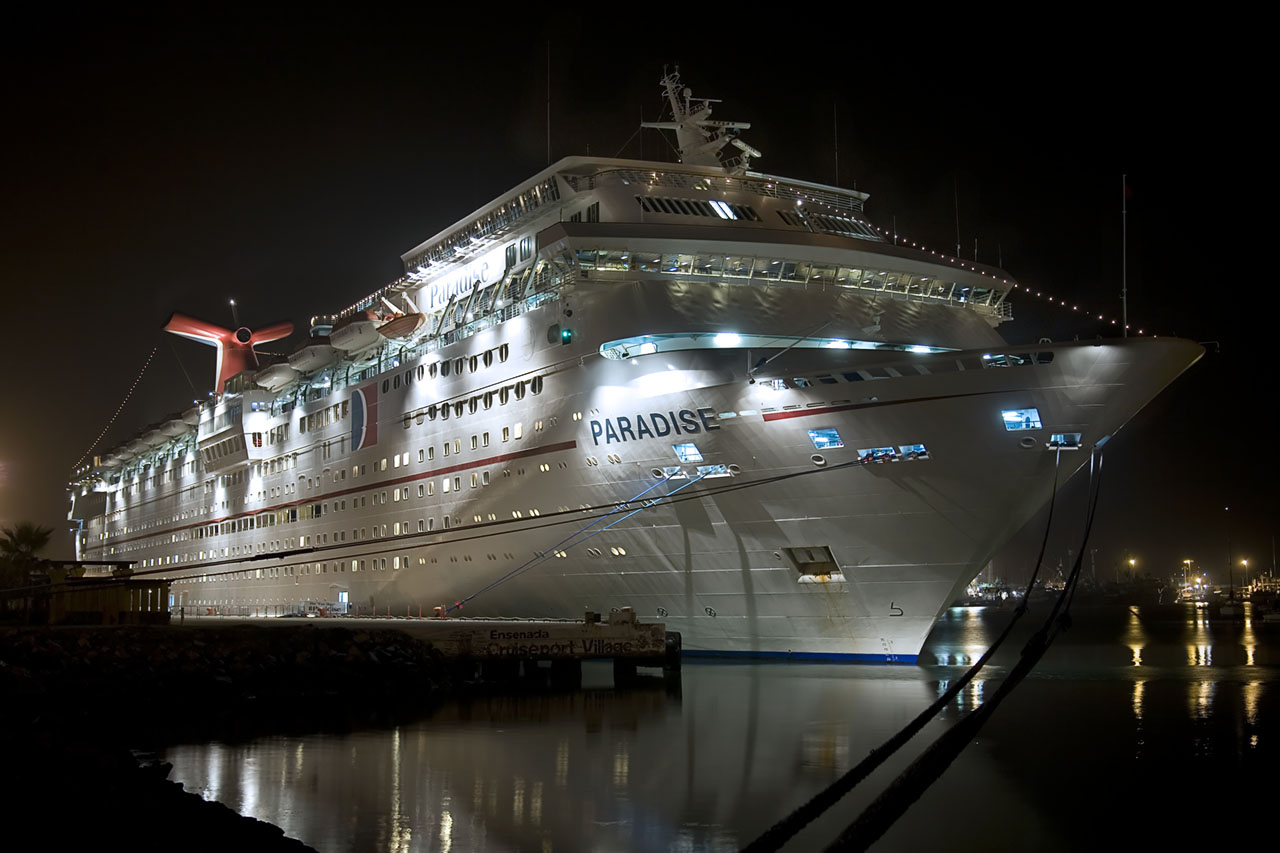
Le Carnival Paradise dans le port de Ensenada

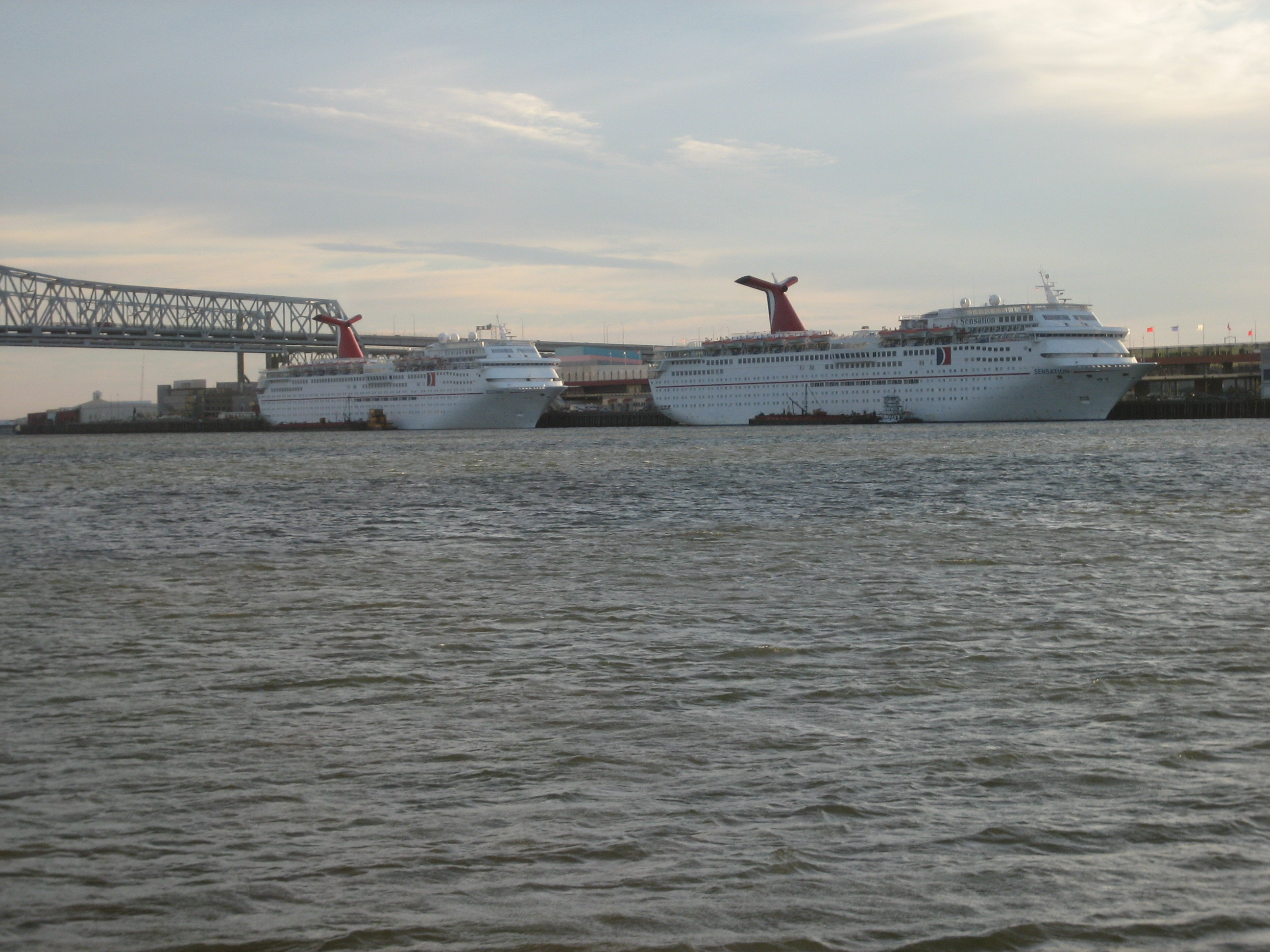
Deux navire de Carnival à La Nouvelle-Orleans

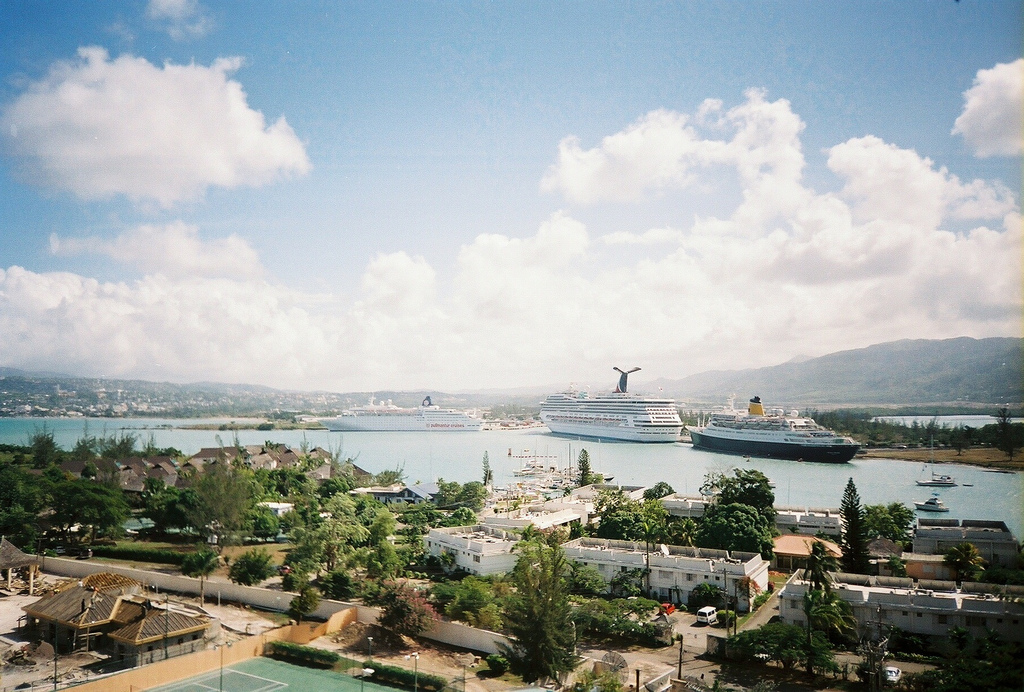
Un navire de Carnival à Montego Bay

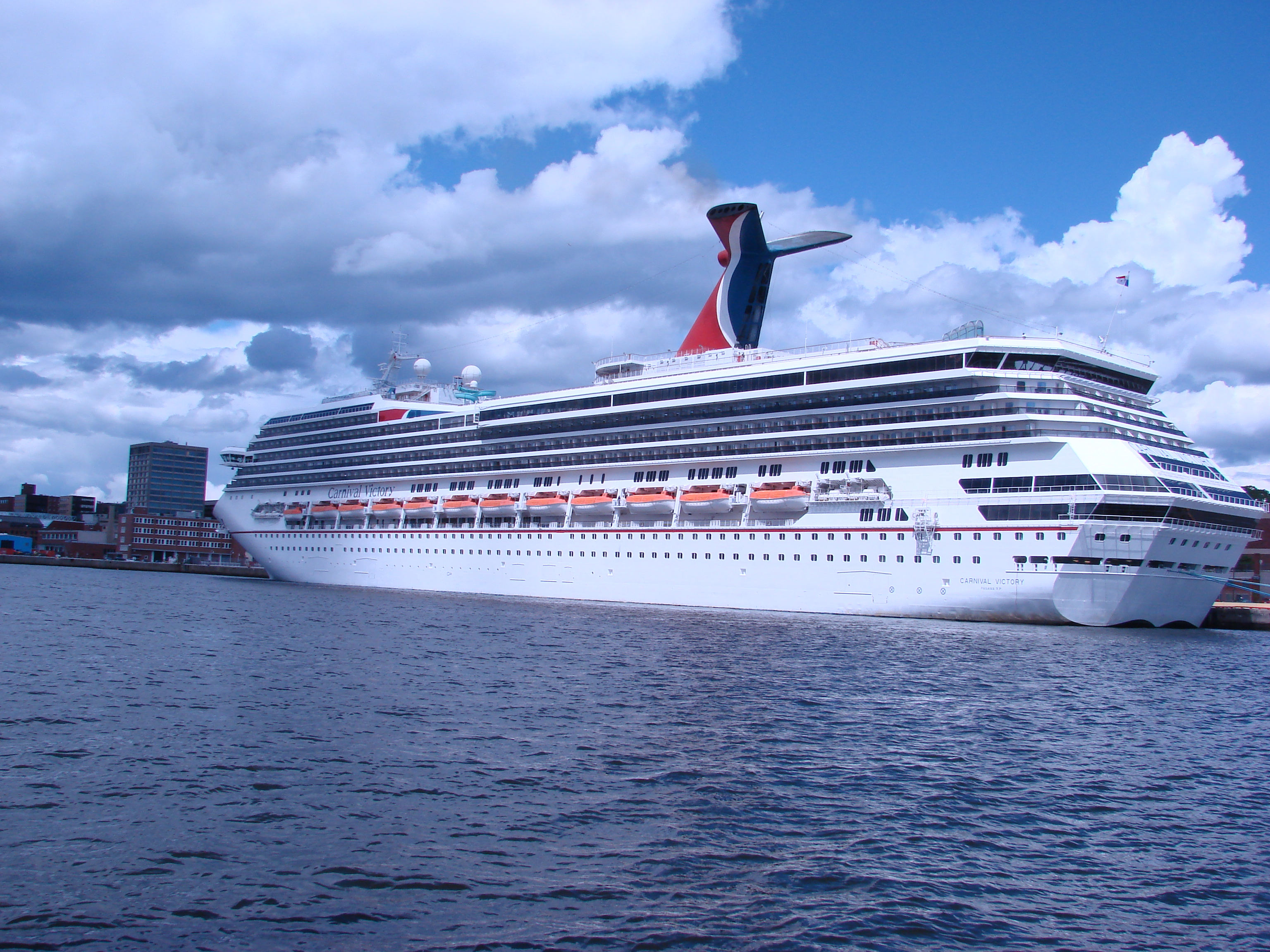
Le Carnival victory dans le port de saint John

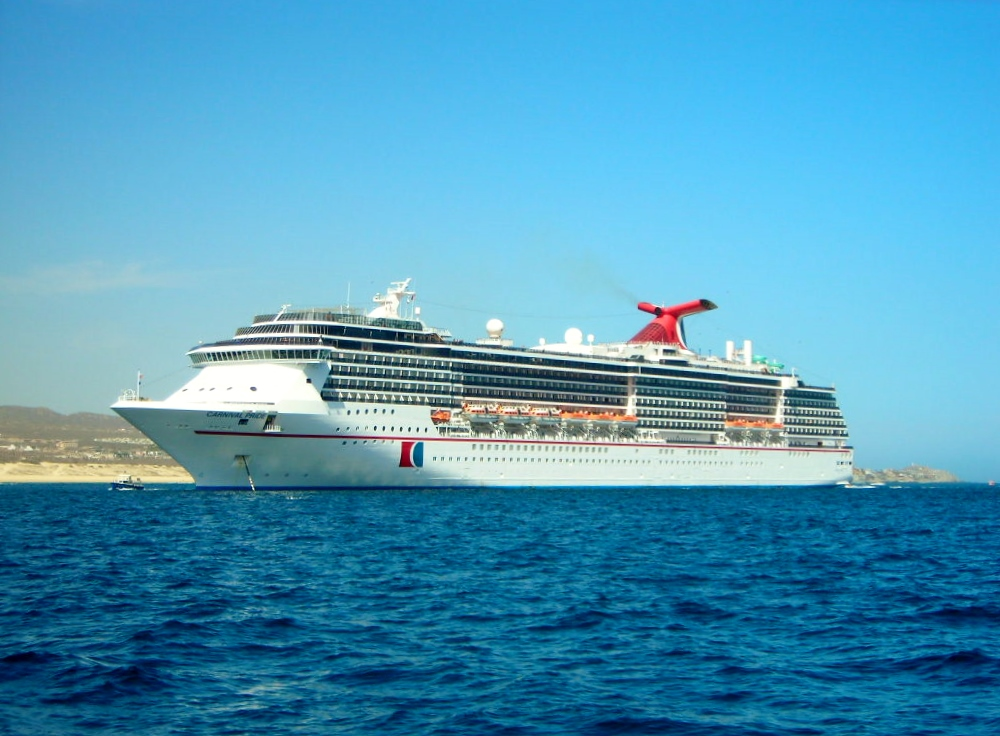
Le Carnival Pride dans le port de Cabo San Lucas

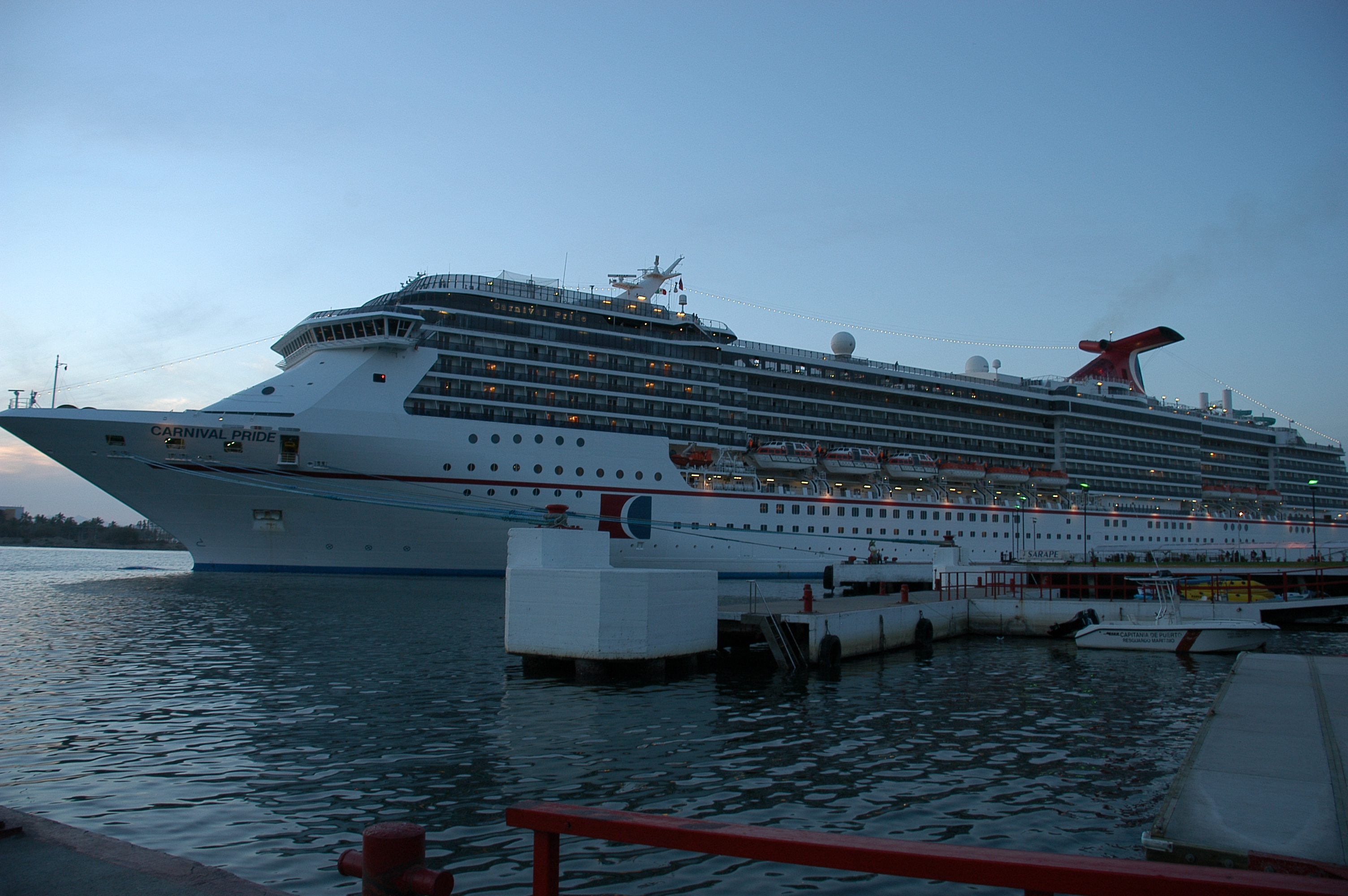
Le Carnival Pride dans le port de Puerto Vallarta

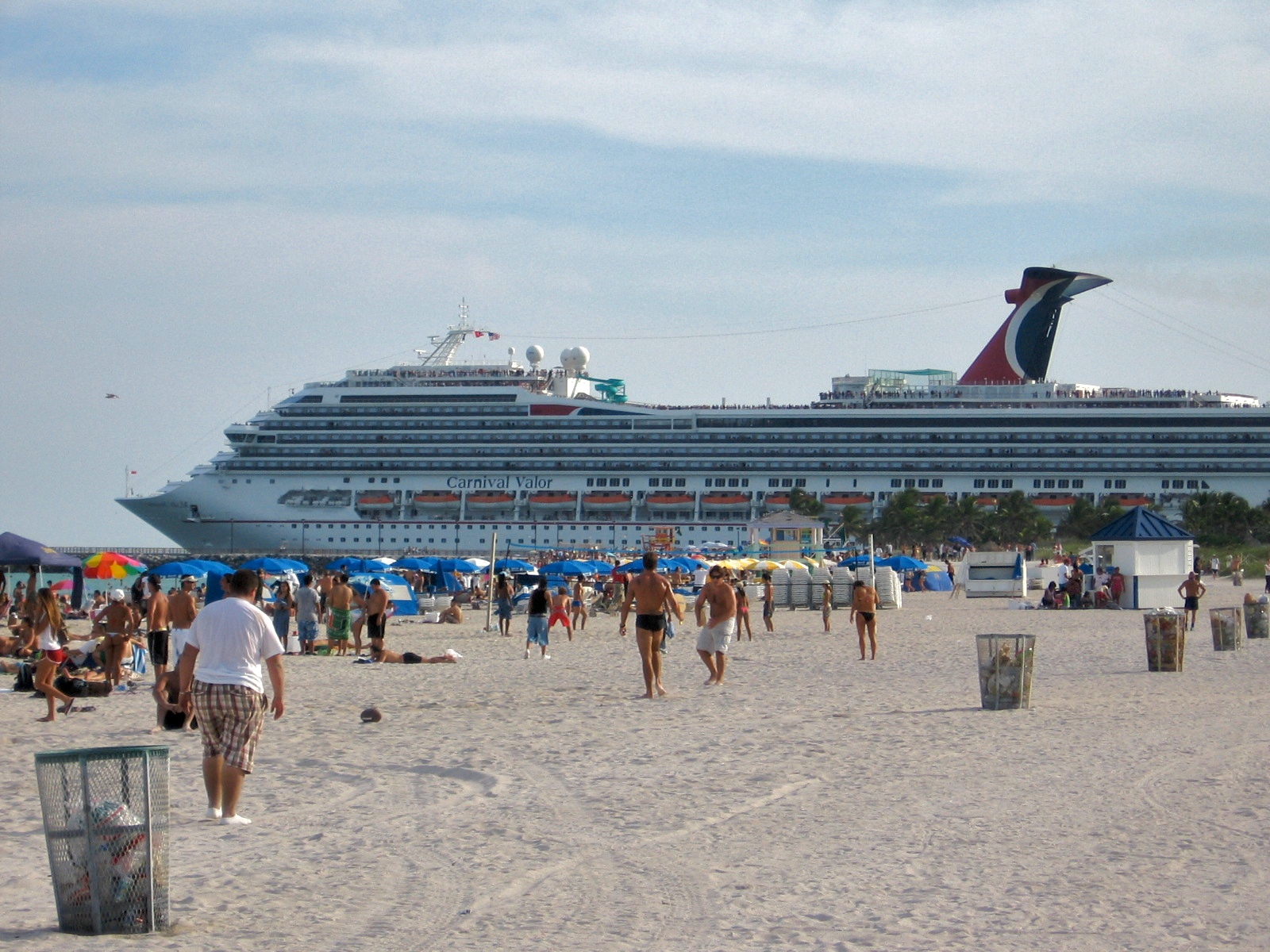
Le Carnival Valor dans le port de Miami

Les différents navires de la société Carnival Cruise Lines se déplace dans différents ports :

### Caraïbes
Les navires se déplacent dans 30 ports différents dans les Caraïbes :
- Miami, Le Carnival Destiny, Le Carnival Glory, Carnival Liberty, Le Carnival Pride, Le Carnival Triumph, Le Carnival Valor, Le Carnival Imagination,
- Galveston, Le Carnival Conquest, Le Carnival Ecstasy,
- Costa Maya, Le Carnival Glory, Le Carnival Miracle, Le Carnival Valor, Le Carnival Fantasy, Le Carnival Dream,
- Charleston, Le Carnival Glory, Le Carnival Triumph,
- Cozumel, Le Carnival Conquest, Le Carnival Destiny, Le Carnival Freedom, Le Carnival Glory, Le Carnival Legend, Carnival Liberty, Le Carnival Miracle, Le Carnival Pride, Le Carnival Triumph, Le Carnival Valor, Le Carnival Ecstasy, Le Carnival Fantasy, Le Holiday, Le Carnival Imagination, Le Carnival Inspiration, Le Carnival Dream,
- Progresso, Le Carnival Triumph, Le Carnival Valor, Le Carnival Ecstasy, Le Carnival Fantasy, Le Holiday,
- La Nouvelle-Orléans, Le Carnival Triumph, Le Carnival Fantasy
- San Juan, Le Carnival Freedom, Le Carnival Glory, Carnival Liberty, Le Carnival Miracle, Le Carnival Pride, Le Carnival Triumph, Le Carnival Victory, Le Carnival Splendor, Le Carnival Dream,
- Saint-Thomas, Le Carnival Freedom, Le Carnival Glory, Carnival Liberty, Le Carnival Miracle, Le Carnival Pride, Le Carnival Triumph, Le Carnival Valor, Le Carnival Victory, Le Carnival Splendor, Le Carnival Dream,
- Sainte-Lucie, Le Carnival Miracle, Le Carnival Victory,
- Saint-Martin, Le Carnival Glory, Carnival Liberty, Le Carnival Miracle, Le Carnival Pride, Le Carnival Triumph, Le Carnival Valor, Le Carnival Victory, Le Carnival Dream,
- Grand Turk, Le Carnival Destiny, Le Carnival Glory, Carnival Liberty, Le Carnival Miracle, Le Carnival Pride, Le Carnival Dream,
- Roatan, Le Carnival Glory, Le Carnival Legend, Le Carnival Miracle, Le Carnival Triumph, Le Carnival Valor, Le Carnival Dream,
- Belize, Le Carnival Glory, Le Carnival Legend, Le Carnival Miracle, Le Carnival Triumph, Le Carnival Valor,
- Limon[Laquelle ?], Le Carnival Freedom, Le Carnival Miracle,
- Colon[Laquelle ?], Le Carnival Freedom, Le Carnival Miracle,
- Grand Cayman, Le Carnival Conquest, Le Carnival Freedom, Le Carnival Glory, Le Carnival Legend, Carnival Liberty, Le Carnival Miracle, Le Carnival Pride, Le Carnival Triumph, Le Carnival Valor, Le Carnival Inspiration,
- Ocho Rios, Le Carnival Destiny, Le Carnival Freedom, Carnival Liberty, Le Carnival Pride, Le Carnival Triumph,
- Saint-Christophe-et-Niévès, Le Carnival Miracle, Le Carnival Victory,
- Half Moon Cay, Le Carnival Destiny, Le Carnival Glory, Carnival Liberty, Le Carnival Miracle, Le Carnival Pride, Le Carnival Fascination,
- Montego Bay, Le Carnival Conquest,
- Tampa, Le Carnival Legend, Le Carnival Inspiration,
- Newport, Le Carnival Miracle,
- Antigua, Le Carnival Victory,
- Mobile, Le Carnival Fantasy, Le Holiday,
- Callica, Le Carnival Fantasy, Le Holiday,
- Jacksonville, Le Carnival Fascination,
- Tortola, Le Carnival Freedom, Le Carnival Dream,
- Antigua, Le Carnival Freedom, Le Carnival Dream,
- King's Wharf, Le Carnival Miracle, Le Carnival Dream,

### Mexique
Les "Fun ship" se déplacent dans 11 ports différents :
- Los Angeles, Le Carnival Pride, Le Carnival Paradise, Le Carnival Splendor,
- Puerto Vallarta, Le Carnival Pride, Le Carnival Splendor,
- Mazatlan, Le Carnival Pride, Le Carnival Splendor,
- Cabo San Lucas, Le Carnival Elation, Le Carnival Pride, Le Carnival Splendor,
- Ensenada, Le Carnival Elation, Le Carnival Paradise, Le Carnival Splendor,
- Catalina Island, Le Carnival Elation, Le Carnival Paradise,
- La Paz, Le Carnival Pride,
- Manzanillo, Le Carnival Pride,
- Acapulco, Le Carnival Pride, Le Carnival Splendor,
- Zihuatanejo, Le Carnival Pride,
- San Diego, Le carnival Elation, Le Carnival Spirit,

### Europe
En Europe les Carnival se déplacent dans 11 ports différents, principalement pour les nouveaux navires, construits en Italie : 
- Civitavecchia, Le Carnival Dream,
- Naples, Le Carnival Dream,
- Dubrovnik, Le Carnival Dream,
- Venise, Le Carnival Dream,
- Messine, Le Carnival Dream,
- Barcelone, Le Carnival Dream,
- Monaco, Le Carnival Dream,
- Livourne, Le Carnival Dream,
- Palma de Majorque, Le Carnival Dream,
- Malaga, Le Carnival Dream,
- Las Palmas, Le Carnival Dream,

### Alaska
En Alaska les navires font escale dans 7 ports différents :
- Vancouver, Le Carnival Pride,
- Juneau, Le Carnival Pride,
- Skagway, Le Carnival Pride,
- Sitka, Le Carnival Pride,
- Ketchikan, Le Carnival Pride,
- Anchorage, Le Carnival Pride,

### Canada
Les Carnival font escale dans 3 ports du Canada :
- Saint-John, Le Carnival Glory, Le Carnival Triumph,
- Halifax, Le Carnival Glory, Le Carnival Triumph,
- Baltimore, Le Carnival Pride,

### Bahamas
Aux Bahamas, les "fun ship" font escale dans 6 ports différents, mais principalement à Nassau :
- Nassau, Le Carnival Conquest, le Carnival Destiny, Le Carnival Freedom, Le Carnival Glory, Le Carnival Miracle, Le Carnival Pride, Le Carnival Triumph, Le Carnival Valor, Le Carnival Fascination, Le Carnival Imagination, Le Carnival Sensation, Le Carnival Splendor, Le Carnival Dream,
- Fort Lauderdale, Le Carnival Freedom, Le Carnival Miracle, Le Carnival Splendor,
- Port Canaveral, Le Carnival Glory, Le Carnival Pride, Le Carnival Sensation, Le Carnival Dream,
- Dominique, Le Carnival Victory, Le Carnival Splendor,
- Barbade, Le Carnival Victory,
- Freeport, Le Carnival Conquest, Le Carnival Glory, Le Carnival Pride, Le Carnival Triumph, Le Carnival Fascination, Le Carnival Sensation, Le Carnival Dream,
- Key West, Le Carnival Conquest, Le Carnival Freedom, Le Carnival Triumph, Le Carnival Fascination, Le Carnival Imagination,

### Bermude
Dans les Bermudes, les Carnival font escale dans 3 ports différents :
- New York, Le Carnival Glory, Le Carnival Miracle, Le Carnival Triumph, Le Carnival Dream,
- Boston, Le Carnival Glory, Le Carnival Triumph,
- Portland, Le Carnival Glory, Le Carnival Triumph,
- Norfolk, Le Carnival Glory, Le Carnival Triumph,

### Hawaï
- Honolulu, Le Carnival Pride,
- Hilo, Le Carnival Pride,
- Kailua-Kona, Le Carnival Pride,

### Amérique du Sud
Douze ports d'Amérique du Sud reçoivent les Carnival :
- Arica, Le Carnival Splendor,
- Kauai, Le Carnival Pride,
- Lima, Le Carnival Splendor,
- Quito, Le Carnival Splendor,
- Ecuador, Le Carnival Splendor,
- Buenos Aires, Le Carnival Splendor,
- Montevideo, Le Carnival Splendor,
- Puerto Madryn, Le Carnival Splendor,
- Punta Arenas, Le Carnival Pride, Le Carnival Splendor,
- Carthagène, Le Carnival Pride,
- Puerto Montt, Le Carnival Splendor,
- Santiago, Le Carnival Splendor,